# Kurow
Kurow este un orășel din Waitaki Valley, South Island, Noua Zeelandă, situat la 55 kilometri de Oamaru.